# Lužná (Větřní)
Lužná (německy Luschne) je malá vesnice, část města Větřní v okrese Český Krumlov. Nachází se asi 1,5 km na jihovýchod od Větřní. Je zde evidováno 13 adres.
Lužná leží v katastrálním území Hašlovice o výměře 8 km².

## Historie
První písemná zmínka o vesnici pochází z roku 1310. Od zavedení obecního zřízení v polovině 19. století byla Lužná osadou tehdejší obce Hašlovice, která byla v letech 1938 až 1945 v důsledku uzavření Mnichovské dohody přičleněna k nacistickému Německu. Od roku 1961 je Lužná částí Větřní.